# Colosul (1969)
Colosul este un film românesc din 1969 regizat de Ladislau Labancz.